# Вільгельм Штеммерман
Вільгельм Штеммерман (нім. Wilhelm Stemmermann; 23 жовтня 1888, Раштат, Німецька імперія — 18 лютого 1944, Черкаси, УРСР) — видатний німецький воєначальник, генерал артилерії вермахту. Кавалер Лицарського хреста Залізного хреста з дубовим листям.

## Біографія
У 1908 році вступив до 1-й Баденський полк польової артилерії «Великий Герцог». 19 листопада 1909 році отримав звання лейтенанта.
Під час Першої світової війни — артилерійський офіцер і офіцер Генерального штабу німецької армії. Після закінчення війни в званні гауптмана перейшов в рейхсвер, де служив на різних штабних посадах.
З 1 жовтня 1937 року — начальник штабу 13-го армійського корпусу. У складі 13-го корпусу взяв участь у Польській і Французькій кампаніях. З 6 лютого 1940 по 8 січня 1942 року — командир 296-ї піхотної дивізії. На цій посаді вступив у війну з СРСР в червні 1941 року. 1 березня 1942 року переведений в резерв ОКГ. З 5 грудня 1943 року — командир 11-го армійського корпусу в районі Києва у званні генерала артилерії.
У ніч з 17 на 18 лютого 1944 року був убитий під час прориву з Корсунь-Шевченківського котла.

## Оцінка особистості
Письменник Борис Полевой, який приїхав подивитися на труп генерала, записав у свій щоденник: «Як би там не було, він не втік на літаку, як це зробили вищі офіцери його штабу, не залишив солдатів. Він залишився з ними і загинув солдатською смертю.»

## Нагороди
- Залізний хрест 2-го і 1-го класу
- Орден Церінгенського лева, лицарський хрест 2-го класу з мечами (Велике герцогство Баден)
- Нагрудний знак «За поранення» в чорному

- Почесний хрест ветерана війни з мечами
- Медаль «За вислугу років у Вермахті» 4-го, 3-го, 2-го і 1-го класу (25 років)
- Медаль «У пам'ять 13 березня 1938 року»
- Медаль «У пам'ять 1 жовтня 1938» із застібкою «Празький град»

- Застібка до Залізного хреста
  - 2-го класу (12 вересня 1939)
  - 1-го класу (23 вересня 1939)
- Нагрудний знак «За поранення» в сріблі
- Нагрудний знак «За участь у загальних штурмових атаках» з номером «25»
- Медаль «За зимову кампанію на Сході 1941/42»
- Німецький хрест в золоті (21 серпня 1942)
- Лицарський хрест Залізного хреста з дубовим листям
  - Лицарський хрест (7 лютого 1944) — за організацію прориву частини військ з оточення в ході Корсунь-Шевченківської операції радянських військ.
  - Дубове листя (№ 399; 18 лютого 1944)
- Двічі відзначений у щоденній доповіді «Вермахтберіхт» (20 і 22 лютого 1944)

## Вшанування пам'яті
Маршал Конєв особисто розпорядився, щоб німецькі полонені поховали Штеммермана з військовими почестями в окремій могилі в селі Бране Поле, на даний момент могила знаходиться поруч з сільською Бранепільською школою.

## Образ в культурі
У радянському художньому фільмі 1982 року «Якщо ворог не здається…» генерала Штеммермана зіграв Валентин Гафт.